# Berki Sándor
Berki Sándor (Salgótarján, 1977. –) roma származású magyar politikus, 2022-től a Párbeszéd Magyarországért országgyűlési képviselője.

## Élete
Hegesztőnek és asztalosnak tanult. Egy multinacionális cég alkalmazottjaként Gyöngyösön és Gödöllőn dolgozott. Politikai pályafutása 2017-ben kezdődött, csatlakozott a Párbeszéd Magyarországért Párthoz, ahol számos posztot betöltött, köztük a párt etnikai és kisebbségi referense is volt.
A 2022-es országgyűlési választáson országos listán indult. Márki-Zay Péter miniszterelnök-jelölt javaslatának megfelelően az ellenzéki összefogás pártjai (Egységben Magyarországért) három roma származású képviselőt biztosan bejutó helyre tettek, ezért az országos lista 15. helyére került, és 2022 májusától az Országgyűlés tagja lett.
2023. november 30-án kilépett a Párbeszédből, de a párt frakciójának tagja maradt.
Nős, egy lánya és egy unokája van.